# Lebanon, Illinois
Lebanon är en ort i St. Clair County i delstaten Illinois, USA.